# Giro de la Provincia de Grosseto
El Giro de la Provincia de Grosseto fue una carrera ciclista profesional por etapas que se disputaba anualmente en Italia, en el mes de febrero.
Se disputaron dos ediciones (2008 y 2009) en las cuales formó parte del UCI Europe Tour, dentro de la categoría 2.1.
La prueba recorría la Provincia de Grosseto, en la Toscana.
La prueba constaba de tres etapas, todas ellas en línea.

## Palmarés
| Año  | Ganador             | Segundo           | Tercero            |
| ---- | ------------------- | ----------------- | ------------------ |
| 2008 | Filippo Pozzato     | Grega Bole        | Mauro Santambrogio |
| 2009 | Daniele Pietropolli | Enrico Gasparotto | Stefano Garzelli   |

## Palmarés por países
| País   | Victorias |
| ------ | --------- |
| Italia | 2         |